# Teca Huixquilucan
El Teca Huixquilucan fue un equipo de fútbol de México que participaba en el Grupo XI de la Tercera División de México. Jugaba sus partidos de local en el Estadio Unidad Deportiva No. 8 Cuauhtémoc, ubicado en Guadalajara.

## Historia
El equipo nace como filial del Club Proyecto Tecamachalco en 2007. El equipo se creó para competir en la Segunda División de México y a su vez se creó una filial que compitiera en tercera. En su primera temporada en segunda el equipo consiguió pocos puntos, por lo que se decidió desaparecerlo y solo mantener al equipo de tercera división. En cambio el equipo de tercera en su primer torneo llegó a la final del Torneo Apertura 2007, el partido de ida Atlético Comonfort ganó 1-0, mientras que en el de vuelta Teca obtuvo la victoria 2-1, en tiempos extras ambos equipos anotaron un gol y en tiros penales Atlético Comonfort se proclamó campeón con resultado de 5-4.

## Estadio
El equipo jugó su primera temporada como local en el Estadio Alberto Pérez Navarro, ubicado en Huixquilucan. La temporada siguiente lo hizo en la Unidad Deportiva de Ixmiquilpan. La temporada 2010-11 en Campo 7 de la Ciudad Deportiva Magdalena Mixhuca, en la Ciudad de México. Del 2011 al 2013 en el Estadio Deportivo San Martín en Texcoco. A principios de 2014 en el Estadio Municipal de San Mateo Atenco. Para la temporada 2014-15 en Estadio Francisco Zarco de Durango. La siguiente temporada en el Estadio De los Mamuts, ubicado en El Salto, Jalisco.
La temporada 2016-17 el disputó sus encuentros como locales en la Unidad Deportiva del Sindicato de Telefonistas y en la Unidad Deportiva No. 8 Cuauhtémoc, ubicados en Zapopan y Guadalajara respectivamente, ambas ciudades de Jalisco.